# RTP2

RTP2

«RTP2» — португальський телеканал, другий канал португальської громадської телерадіомовної корпорації Rádio e Televisão de Portugal («РТП»).
Почав мовлення 25 грудня 1968 року як другий державний телеканал країни, спочатку називався просто «Друга програма».
Є універсальним каналом (або «загального профілю»), тобто призначений для найширшої аудиторії транслює програми різних жанрів від новин до спорту і розважальних передач.